# زانکت اشتفان اوب اشتاینتس
زانکت اشتفان اوب اشتاینتس (به آلمانی: Sankt Stefan ob Stainz) یک منطقهٔ مسکونی در اتریش است که در دویچلندسبرگ واقع شده‌است. زانکت اشتفان اوب اشتاینتس ۴۹٫۲۲ کیلومتر مربع مساحت دارد ۴۰۴ متر بالاتر از سطح دریا واقع شده‌است.